# Siksjön (Åsele socken, Lappland)
Siksjön är en sjö i Åsele kommun i Lappland och ingår i Gideälvens huvudavrinningsområde. Sjön har en area på 4,55 kvadratkilometer och ligger 395 meter över havet. Sjön avvattnas av vattendraget Siksjöbäcken.

## Delavrinningsområde
Siksjön ingår i det delavrinningsområde (713777-159533) som SMHI kallar för Utloppet av Siksjön. Medelhöjden är 452 meter över havet och ytan är 28,14 kvadratkilometer. Det finns inga avrinningsområden uppströms utan avrinningsområdet är högsta punkten. Siksjöbäcken som avvattnar avrinningsområdet har biflödesordning 3, vilket innebär att vattnet flödar genom totalt 3 vattendrag innan det når havet efter 203 kilometer. Avrinningsområdet består mestadels av skog (73 procent). Avrinningsområdet har 4,56 kvadratkilometer vattenytor vilket ger det en sjöprocent på 16,2 procent.